# Ben Faridi
Ben Faridi (* 1968 im Iran) ist ein deutscher Autor von Jugendbüchern, Kriminalromanen und Theaterstücken.
Im Alter von 4 Jahren wanderte er mit seiner Familie nach Deutschland aus. Sein Vater war Schriftsetzer, seine Mutter begeisterte Poesieliebhaberin. Ben Faridi absolvierte das Studium der Philosophie und Germanistik. Er arbeitet als Drehbuchautor, Texter und Berater.

## Werke

### Romane
- Die Regulatoren, Shaker Media, (2008), ISBN 3-86858-079-4
- Das Schweigen der Familie, Kriminalroman, Oktober Verlag (2009), ISBN 3-938568-74-7
- Angst am Abgrund, Kriminalroman, Oktober Verlag (2012) ISBN 978-3-941895-22-5
- Zeitenwende, Thriller, CreateSpace (2012) ISBN 978-1-4775-5118-9
- Der Planet mit den drei Silberringen, Kinderbuch, CreateSpace (2012) ISBN 978-1-4840-0059-5
- Wasser in meinen Händen, Tagebuchroman, CreateSpace (2012) ISBN 978-1-4775-1980-6
- Unsägliches Glück, Kurzgeschichten, CreateSpace (2013) ISBN 978-1-4827-4656-3

### Jugendromane
- Aber Aisha ist doch nicht euer Eigentum (K.L.A.R.-Taschenbuch), Verlag An der Ruhr; (2005), ISBN 3-8346-0055-5
- Alex und Aisha (Neuausgabe von Aber Aisha ...), CreateSpace (2014), ISBN 978-1-4992-5066-4
- NM2 und die gestohlene Inkamaske, Lesecomic, Verlag An der Ruhr, (2007), ISBN 3-8346-0274-4

### Bearbeitungen
- Die Schüler des Mangameisters, Cornelsen Verlag; (2010) Bearbeitung des gleichnamigen Buches von Allen Say, ISBN 3-464-60564-7
- Explosion in der Motorenhalle, Cornelsen Verlag; (2009) Bearbeitung des gleichnamigen Buches von Gerd Ruebenstrunk, ISBN 3-464-60216-8
- Belgische Riesen, Cornelsen Verlag; (2008) Bearbeitung des gleichnamigen Buches von Burkhard Spinnen, ISBN 3-464-60981-2
- 1492 – Das geheimnisvolle Manuskript, Cornelsen Verlag; (2007) Bearbeitung des gleichnamigen Buchs von Peter Gissy, ISBN 3-464-60486-1

### Kurzgeschichten
- Der alte Rashnu (2007)
- Splitter desselben Spiegels; Bouchjornal; (2007), ISBN 3-8334-3706-5
- Warum es keine Hölle gibt (2006)

## Auszeichnungen
- 2. Preis „Kurzgeschichtenwettbewerb“ vom HH Abendblatt, Heine Buchhandlung, Rowohlt, Hanser, Diogenes verliehen von Hellmuth Karasek (2007)
- 10 beste Beiträge im Wettbewerb des Börsenblatts und Buchjournals (2006)